# Hadena albomarginata
Hadena albomarginata là một loài bướm đêm trong họ Noctuidae.